# Фьордимонте
Фьордимонте (итал. Fiordimonte) — коммуна в Италии, располагается в регионе Марке, в провинции Мачерата.
Население составляет 231 человек (2008 г.), плотность населения составляет 11 чел./км². Занимает площадь 21 км². Почтовый индекс — 62030. Телефонный код — 0737.
Покровительницей коммуны почитается Пресвятая Богородица (Madonna del Soldato), празднование в первое воскресение сентября.

## Демография
Динамика населения:

## Администрация коммуны
- Официальный сайт: https://web.archive.org/web/20080819191309/http://www.fiordimonte.sinp.net/